# Stadhuis van Kampen
Het Stadhuis van Kampen is het oude stadhuis in de Oudestraat 133 in de Nederlandse stad Kampen in de provincie Overijssel. Het stadhuis behoort tot de 'Top 100 van de Rijksdienst voor de Monumentenzorg' uit 1990.
Het is een laatgotisch stadhuis met een rijkversierde gevel met pinakels en twee arkeltorentjes met spits. Het heeft een Schepentoren met een vierkante onderbouw. Het is gebouwd in het midden van de 14de eeuw. Na een brand in 1543 zijn er renaissance-elementen toegevoegd.
Het heeft een Schepenzaal in renaissancestijl met eiken betimmeringen en banken van meester Vrerick. Ook is er een rijkversierde zandstenen schouw gemaakt door Colijn de Nole. Rechts van de schouw is het schepengestoelte. In de rugleuning staan Charitas en Justitia. Erboven is een voorstelling van het Laatste Oordeel gemaakt door Ernst Maeler.
Links van de schouw is een kast uit 1647 voor het zilver.

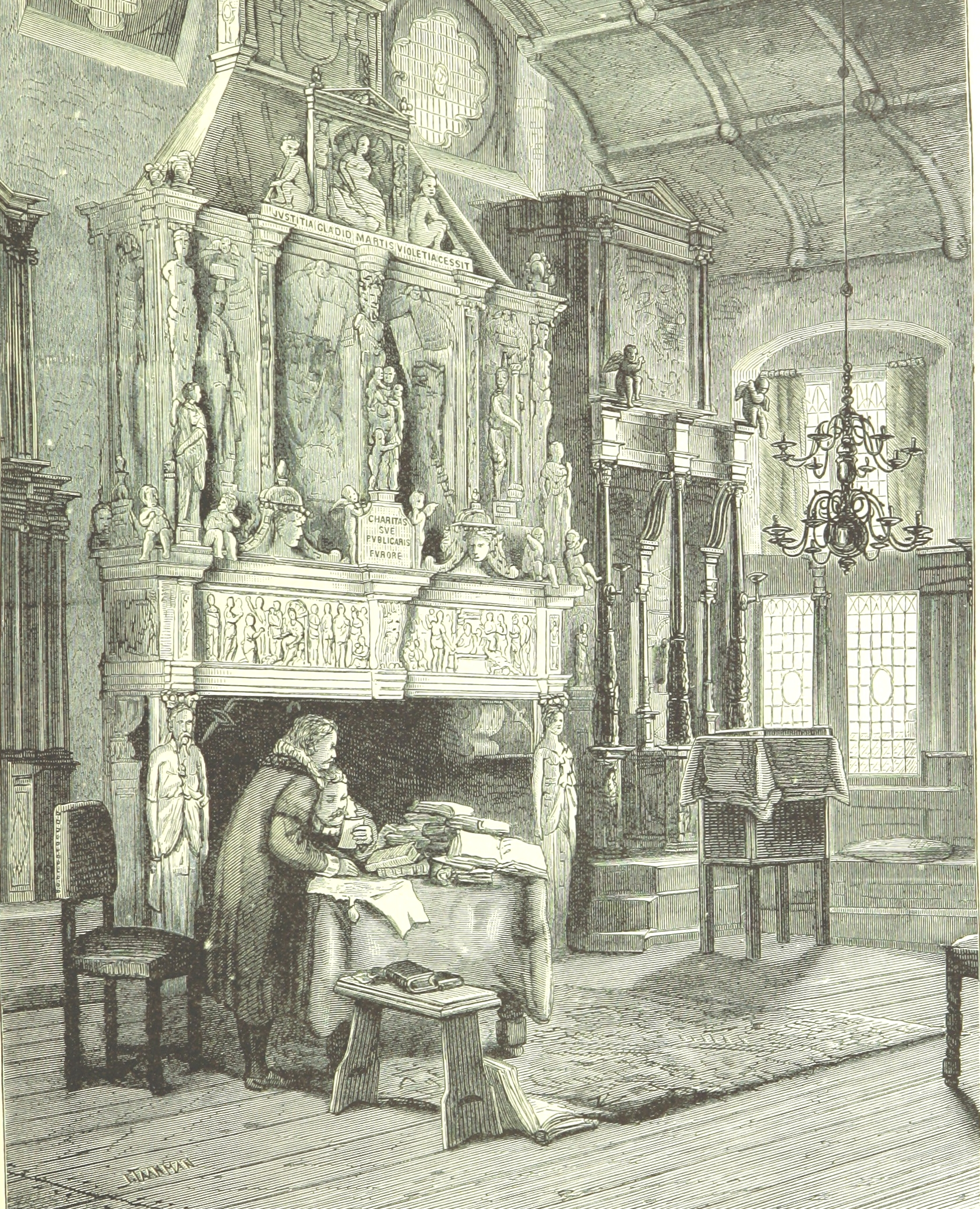
Schepenzaal

Ook is er de huidige trouwzaal met neorenaissance-betimmering met twee 17e-eeuwse banken en een 18e-eeuws wandtapijt.
Het stadhuis heeft schilderijen met portretten van stadhouders en vorsten van het Huis van Oranje.